# Rollback (SQL)
ROLLBACK (відкат) — оператор мови SQL, який є протилежністю до оператора COMMIT. Він скасовує зміни внесені під час поточної явної чи неявної транзакції до початку транзакції або точки збереження (англ. savepoint). Відкочування важливі для збереження цілісності бази даних, бо вони є засобом застосування якого дозволяє повернути базу даних до попереднього стану, навіть після внесення помилкових редагувань. Також вони критичні для відновлення після падінь сервера бази даних; база даних повертається в узгоджений стан шляхом відкочення будь-якої транзакції, яка була активною на момент падіння.

## Приклади
Microsoft SQL Server
```
USE
 
tempdb
;

GO

CREATE
 
TABLE
 
TestTransactionTable
 
([
value
]
 
int
;)

GO

DECLARE
 
@
TName
 
varchar
(
20
)
 
=
 
'T_1'
;

--Наступний вираз починає іменовану транзакцію,

--вставляє два рядки і тоді відкочується

--ім'я транзакції задається через змінну @TName.

--Інший вираз поза межами іменованої транзакції вставляє два рядки.

--Запит виводить результат попередніх виразів.

BEGIN
 
TRAN
 
@
TName

       
INSERT
 
INTO
 
TestTransactionTable
 
VALUES
(
1
),
 
(
2
);

ROLLBACK
 
TRAN
 
@
TName
;

INSERT
 
INTO
 
TestTransactionTable
 
VALUES
(
3
),(
4
);

SELECT
 
[
value
]
 
FROM
 
TestTransactionTable
;

DROP
 
TABLE
 
TestTransactionTable
;

--Results

--value

-------------

--3

--4

```

Oracle
```
-- DML вирази 

savepoint
 
savepoint_name_1
;

-- DML вирази

savepoint
 
savepoint_name_2
;

-- DML вирази

...

savepoint
 
savepoint_name_n
;

-- DML вирази

rollback
 
to
 
savepoint
 
savepoint_name_n

```

## Каскадний відкіт
Каскадний відкіт (англ. cascading rollback) трапляється в системах баз даних коли транзакція (T1) спричиняє помилку і треба відкотити зміни. Через невдачу T1, інші транзакції залежні від її дій, також треба відкотити. Тобто невдача однієї транзакції викликає відкіт багатьох.
Практичні підходи до відновлення баз даних гарантують безкаскадний відкіт, отже каскадні відкоти не є бажаним результатом.
| T             | T1            | T2            |
| ------------- | ------------- | ------------- |
| прочитати (A) |               |               |
| прочитати (B) |               |               |
| записати (A)  |               |               |
|               | прочитати (A) |               |
|               | записати (A)  |               |
|               |               | прочитати (A) |

Якщо Т зазнає невдачі це призводить до відкочування T1 і T2. Це приклад каскадного відкоту.